# 胡蒂亞帕省
胡蒂亞帕省 （西班牙語：Departamento de Jutiapa）是瓜地馬拉東南部的一個省份。南臨太平洋，東隔帕斯河與薩爾瓦多相望。面積3,216平方公里，人口389,085人。首府胡蒂亞帕。
1852年建省，下設十九個自治市。
1. ↑  Citypopulation.de Population of departments in Guatemala